# Asadollah Alam

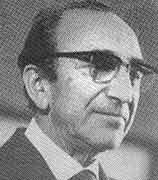
Asadollah Alam

Amir Asadollah Alam (persisch اسدالله علم [æsædoˈllɑh ɛ æˈlæm] anhörenⓘ; * 1919 in Birdschand, Iran; † 13. April 1978 in den Vereinigten Staaten) war ein iranischer Politiker und wirkte unter anderem als Premierminister Irans.

## Leben
Asadollah Alam wurde 1919 in Birdschand in der iranischen Provinz Süd-Chorasan geboren. Sein Vater Ebrahim Alam, genannt Schokat al-Molk, zählte zu den reichsten Männern Irans. Sein Haus war europäisch eingerichtet, im Garten war ein Tennisplatz angelegt und man spielte abends Bridge oder Schach. Asadollah, der einzige Sohn, wurde durch Hauslehrer erzogen.
Nachdem Asadollah das Gymnasium beendet hatte, reiste er mit seinem Vater nach Teheran, um Reza Schah Pahlavi vorgestellt zu werden. Eigentlich sollte Asadollah nach Europa gehen, um dort Landwirtschaft zu studieren. Doch Reza Schah Pahlavi schlug vor, ihn in die neu gegründete Landwirtschaftsschule in Karaj einzuschreiben. Die Reise nach Europa war schon vor ihrem Beginn zu Ende. Pahlavi ordnete ferner an, dass Asadollah die Tochter von Ebrahim Qavam (Qavam al Molk), Malek-Taj heiratet. Asadollah Alam und Malek-Taj hatten sich vor ihrer Heirat lediglich zweimal auf dem Tennisplatz getroffen. Für seine Tochter Aschraf hatte Reza Schah ein Sohn Ebrahim Qavams als Ehemann bestimmt.
Nach der Heirat wurden Alam und seine Ehefrau regelmäßig zu Empfängen an den Hof der Pahlavis eingeladen. Bei diesen Empfängen freundete sich Alam mit dem Kronprinzen Mohammad Reza Pahlavi an, eine Freundschaften, die ein ganzes Leben lang halten sollte.
1941 schloss Alam sein Studium an der Landwirtschaftsschule ab und kehrte mit seiner jungen Frau nach Birdschand zurück. Alams Vater, Shokat al-Molk, war in dieser Zeit Gouverneur von Sistan und Belutschistan und Minister für Post- und Telegrafenwesen im Kabinett von Premierminister Mohammad Ali Foroughi.
Nach dem Tod seines Vaters im Jahre 1943 übernahm Asadollah Alam auf Anweisung von Premierminister Ahmad Qavam mit 23 Jahren das Amt des Gouverneurs von Sistan und Belutschistan. 1946, nach dem Rücktritt Qavams, wurde Alam Landwirtschaftsminister im Kabinett Mohammad Sa'ed Maraghei. Alam war damit der jüngste Minister der neueren iranischen Geschichte.
1952 wurde Alam von Mohammad Reza Pahlavi mit der Verwaltung des riesigen Landbesitzes der Pahlavis betraut. In der Zeit der Regierung Mossadegh musste Alma seinen Pass abgeben, um zu verhindern, dass er das Land verlässt. Zahlreiche Freund der Pahlavis waren bereits verhaftet worden. Alam wurde allerdings von Mossadegh lediglich aufgefordert, Teheran zu verlassen und nach Birdschand zurückzukehren.
Nach dem Sturz Mossadeghs kehrte Alam nach Teheran zurück und wurde zu einem der engsten Berater von Mohammad Reza Pahlavi. 1957, als der Schah entschied, nach US-amerikanischem Vorbild in Iran ein Zwei-Parteiensystem zu etablieren, wurde Alam damit beauftragt, die Mardom-Partei (Volkspartei) zu gründen. In der Mardom-Partei sollten die unterschiedlichen Oppositionskräfte zusammengeschlossen werden. So traf sich Alam regelmäßig mit Khalil Maleki, dem Führer der Sozialdemokraten Irans. Ab 1961 organisierte Alam auch Treffen mit den Führern der Nationalen Front. Als der Kronprinz Cyrus Reza Pahlavi geboren wurde, schlug Alam dem Führer der Nationalen Front Alahyar Saleh vor, der Mentor des Sohns von Mohammad Reza Pahlavi zu werden. Saleh lehnte ab. Alle Gespräche, Verhandlungen und Versuche, nach dem Sturz Mossadeghs eine Versöhnung zwischen dem Schah und den Oppositionsparteien zu erreichen, schlugen fehl.
Nach der Rückkehr von Mohammad Reza Pahlavi von seiner Reise in die Vereinigten Staaten, auf der er mit Präsident John F. Kennedy zusammengetroffen war, um ein umfangreiches Reformprogramm für Iran mit Kennedy besprochen hatte, wurde Alam am 19. Juli 1962 Premierminister.

### Premierminister

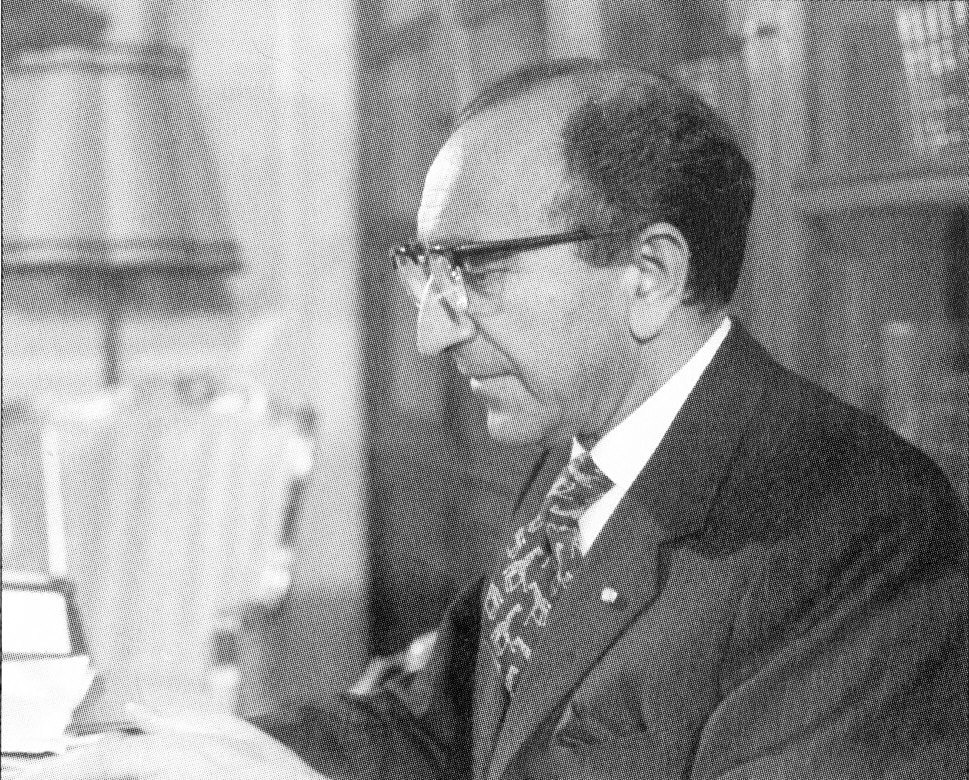
Premierminister Asadollah Alam, 1963

Asadollah Alams Regierungszeit kann aus mehreren Gründen als historische gelten. Zunächst setzte der die Reformen fort, die bereits unter seinem Vorgänger Premierminister Ali Amini begonnen worden waren. Aminis Reformen, darunter die Landreform, zielten zunächst auf eine materielle Verbesserung der Lebensbedingungen in Iran ab. Alam wollte mehr. Er wollte neben der wirtschaftlichen Besserstellung auch gesellschaftliche Reformen, die Iran zu einem modernen Rechtsstaat westlichen Zuschnitts machen sollten. Der erste Schritt auf diesem Weg war eine Wahlrechtsreform. Das Wahlrecht Irans stammte noch aus der Zeit der Konstitutionellen Revolution. Nach dem neuen Wahlgesetz erhielten die Frauen Irans das aktive und passive Wahlrecht. Zum ersten Mal in der Geschichte Irans konnte Frauen Abgeordnete wählen und als Abgeordnete gewählt werden. Eine weitere wichtige Änderung betraf die Stellung der religiösen Minderheiten. Das Wahlgesetz war ein Klassenwahlrecht, wobei die Klassen nach der Religionszugehörigkeit getrennt wählten. Die in der Verfassung anerkannten religiösen Minderheiten der Juden, Christen und Zoroastrier wählten ihre eigenen Abgeordneten. Sie konnten allerdings keine Ministerposten in einer Regierung übernehmen. Auch diese Einschränkung wurde abgeschafft. Alle Iraner sollten gleichberechtigt öffentliche Ämter auch im Range eines Ministers übernehmen können. Mit der Wahlrechtsreform verbunden war auch eine Änderung der Vereidigungszeremonie für die Vereidigung bei der Übernahme eines öffentlichen Amtes wie bei der Verbeamtung. Bislang schworen alle auf den heiligen Koran. Nach der Gesetzesänderung sollte der Amtseid „auf das heilige Buch“ geschworen werden, wobei die Religionszugehörigkeit die Wahl des heiligen Buches bestimmte.
Diese von Alam und von Mohammad Reza Pahlavi 1963 vorgeschlagene Gesetzesänderung hatte eigentlich noch nichts mit einer Verwestlichung Irans zu tun, sondern bestand eher aus einem für die 1960er-Jahre längst überfälligen Reformschritt der politischen Gleichberechtigung von Mann und Frau sowie der religiösen Minderheiten. Für die islamische Geistlichkeit war es einer Kriegserklärung. Ein bis dahin weitgehend unbekannter Ayatollah mit Namen Chomeini wurde zum lautstarken Sprecher der geistlichen Oppositionskräfte. Demonstrationen, die zu gewalttätigen Ausschreitungen führten, wurden von den Anhängern der Geistlichkeit organisiert. Der Höhepunkt der Ausschreitungen kam am 3. Juni 1963. Linke Oppositionsgruppen, Anhänger Mossadeghs und der Nationalen Front hatten sich, aus welchen Gründen auch immer, mit der Geistlichkeit solidarisiert. Mehr als 10.000 Demonstranten zogen durch die Straßen Teherans. Alam rief die Armee zu Hilfe, nachdem er nur noch mit einem gepanzerten Fahrzeug den Regierungssitz verlassen konnte. Zum ersten Mal nach dem Zweiten Weltkrieg herrschte in Teheran der Ausnahmezustand. Truppen marschierten in den Straßen auf, und es wurde auf Demonstranten geschossen. Tausende wurden verletzt, die Zahl der Toten wird von Alam mit 20 angegeben, andere sprechen von 80 bis 90 Toten. Die Vorschriften bezüglich des Amtseides wurden aus dem Wahlgesetz gestrichen. Bei der Frage des aktiven und passiven Wahlrechts für Frauen blieb Alam jedoch hart.
Führende Politiker der Islamischen Republik Iran erklären heute, dass der Aufstand im Juni 1963 gegen die Wahlrechtsreform Alams die Geburtsstunde der islamischen Revolution gewesen sei. Alam hatte die Wahlrechtsreform zwar durchgesetzt, sein politisches Schicksal als Premierminister war besiegelt. Am 7. März 1964 trat Alam zurück.
Zehn Tage nach seinem Rücktritt wurde Alam Kanzler der Pahlavi-Universität in Schiras (heute Universität Schiras), einem der Prestigeprojekte Mohammad Reza Pahlavis. Die Gründung der Universität Teheran war mit dem Namen seines Vaters Reza Schah verbunden. Mit der Universität Schiras sollte eine zweite Universität in Iran mit Weltgeltung entstehen. Mohammad Reza Pahlavi stellte dann auch erhebliche Mittel bereit, den Ausbau der Universität unter Alam voranzutreiben.

### Hofminister
Im Dezember 1966 wurde Alam Hofminister und damit engster Berater von Mohammad Reza Pahlavi. Alam sollte dieses Amt nahezu elf Jahre lang bis zum Juli 1977 ausüben. In diesem Amt war auch federführend an der Planung und Durchführung der 2500-Jahr-Feier der Iranischen Monarchie beteiligt. Am 17. Juli 1977 hatte er die letzte Audienz bei Mohammad Reza Pahlavi, bevor er aus Krankheitsgründen nach Europa übersiedelte.
Am 13. April 1978 erlag Asadollah Alam einem Krebsleiden.

## Auszeichnungen
- 1957: Großkreuz des Bundesverdienstkreuzes
- 1976: Großes Goldenes Ehrenzeichen am Bande für Verdienste um die Republik Österreich[5]

## Schriften
- Asadollah Alam: The Shah and I. The Confidential Diary of Iran’s Royal Court, 1969–1977. Tauris, London 1991, ISBN 1-85043-340-2.
- Assadollah Alam, Alinaghi Alikhani: The Diaries of Assadollah Alam. 1992, ISBN 0-936347-57-0